# IV. třída okresu Ústí nad Orlicí 2004/2005
V soubojích fotbalové IV. třídy okresu Ústí nad Orlicí 2004/2005, jedné ze skupin 10. nejvyšší fotbalové soutěže, se utkalo 9 týmů dvoukolovým systémem podzim – jaro. Tento ročník skončil v červnu 2005.

## Výsledná tabulka
| Poř. | Tým                           | Z  | V  | R | P  | VG | OG | B  |
| ---- | ----------------------------- | -- | -- | - | -- | -- | -- | -- |
| 1.   | FK Dolní Dobrouč (S)          | 16 | 12 | 1 | 3  | 47 | 11 | 37 |
| 2.   | TJ Sokol Dolní Třešňovec      | 16 | 11 | 2 | 3  | 40 | 14 | 35 |
| 3.   | AFK Kunvald (S)               | 16 | 11 | 2 | 3  | 34 | 13 | 35 |
| 4.   | FK Mistrovice „B“             | 16 | 7  | 3 | 6  | 30 | 34 | 24 |
| 5.   | TJ Sokol Klášterec nad Orlicí | 16 | 6  | 5 | 6  | 22 | 20 | 23 |
| 6.   | Fotbal Žichlínek              | 16 | 6  | 2 | 8  | 23 | 22 | 20 |
| 7.   | TJ Tatran Lichkov             | 16 | 3  | 4 | 9  | 15 | 33 | 13 |
| 8.   | TJ Sokol Němčice „B“          | 16 | 3  | 3 | 10 | 13 | 36 | 12 |
| 9.   | Sport Mladkov                 | 16 | 1  | 2 | 13 | 12 | 53 | 5  |

Poznámky:
- Z = Odehrané zápasy; V = Vítězství; R = Remízy; P = Prohry; VG = Vstřelené góly; OG = Obdržené góly; B = Body

|  | Postup do III. třídy okresu Ústí nad Orlicí 2005/2006 |